# Mujeres remendando redes en las dunas
Mujeres remendando redes en las dunas (en neerlandés, Nettenboetsters in de duinen) es un cuadro del pintor holandés Vincent van Gogh, en óleo sobre lienzo, que mide 42 por 62,5 centímetros. Fue pintado en 1882 en La Haya y muestra a varias mujeres trabajando en las redes puestas a secar en las dunas.
El cuadro se vendió el 4 de junio de 2018 en una subasta en París por 7 millones de euros a un coleccionista estadounidense. Antes de eso, fue cedido durante ocho años por el coleccionista de arte François Odermatt al Museo Van Gogh.